# فرانچسکو مزونی
فرانچسکو مزونی (انگلیسی: Francesco Mezzoni؛ زادهٔ ۲۴ ژوئیهٔ ۲۰۰۰) بازیکن فوتبال است.
از باشگاه‌هایی که در آن بازی کرده‌است می‌توان به باشگاه فوتبال کارپی اشاره کرد.
وی همچنین در تیم ملی فوتبال زیر ۱۸ سال ایتالیا بازی کرده‌است.